# Бероня, Джуро
Джуро Бероня (серб. Ђуро Бероња, род. 20 апреля 1950, Велика-Кладуша, СФРЮ) — сербский генерал и военный деятель, военачальник Войска Республики Сербской в период войны в Боснии и Герцеговине.

## Биография
Джуро Бероня родился 20 апреля 1950 года в Велика-Кладуше в семье Косты и Милевы Берони. Получив среднее образование, поступил в Военную гимназию военно-воздушных сил в Мостаре, которую окончил в 1970 году. Спустя три года окончил Военную академию ВВС. Там же в 1979 году прошел курс командира авиационного отделения. В 1987 году окончил Командно-штабную школу тактики ВВС и ПВО в Белграде, а в 1997 году — Школу национальной обороны. В Югославской народной армии служил на аэродроме Церклье-об-Крки в Словении. 
Начало распада Югославии встретил в звании майора. В 1992 году ему было присвоено звание подполковника, в 1995 году — полковника, а в 1999 году — генерал-майора. 
В 1992 году присоединился к Войску Республики Сербской. В годы войны в Боснии и Герцеговине командовал истребительно-бомбардировочной эскадрильей, а затем был начальником Отдела оперативно-учебных вопросов в Штабе ВВС и ПВО.
28 февраля 2002 года вышел на пенсию. За время своей военной карьеры совершил 2418 вылетов общей продолжительностью 1642 часа. 
Женат. Отец двоих сыновей.

## Награды
- Югославия Орден за военные заслуги с серебряными мечами
- Югославия Орден народной армии
- Республика Сербская Орден Милоша Обилича